# Tillandsia moscosoi
Tillandsia moscosoi là một loài thuộc chi Tillandsia.

## Giống
- Tillandsia 'Summer Dawn'